# Pobiedne, Sakî
Pobiedne (în ucraineană Побєдне) este un sat în comuna Suvorovske din raionul Sakî, Republica Autonomă Crimeea, Ucraina.

## Demografie
Componența lingvistică a localității Pobiedne
     Rusă (60,32%)
     Tătară crimeeană (33,33%)
     Ucraineană (4,76%)
Conform recensământului din 2001, majoritatea populației localității Pobiedne era vorbitoare de rusă (60,32%), existând în minoritate și vorbitori de tătară crimeeană (33,33%) și ucraineană (4,76%).